# Liste der Nummer-eins-R&B-Alben in den USA (2015)
Dies ist eine Liste der Nummer-eins-Alben in den von Billboard ermittelten Verkaufscharts für R&B/Hip-Hop-, R&B- sowie Rap-Alben in den USA im Jahr 2015. In diesem Jahr gab es siebzehn Nummer-eins-Alben.

## R&B/Hip-Hop-Alben (Top 50)
| ← 2014 ← | Liste der Nummer-eins-R&B-Alben in den USA | Liste der Nummer-eins-R&B-Alben in den USA | Liste der Nummer-eins-R&B-Alben in den USA | 2016 →                    |
| \| Zeitraum \| Wo. ges. \| Interpret \| Titel \| Zusätzliche Informationen \| \| (Zeitraum, Wochen auf Platz eins, Interpret, Titel, zusätzliche Informationen) \| \| \| \| \| \| ------------------------------------------------------------------------------ \| -------- \| ---------------------------------- \| -------------------------------------------- \| ------------------------- \| \| 27. Dezember 2014 – 2. Januar 2015 1 Woche (insgesamt 1) \| 1 \| J. Cole \| 2014 Forest Hills Drive[1] \| – \| \| 3. Januar 2015 – 23. Januar 2015 3 Wochen (insgesamt 3) \| 3 \| Nicki Minaj \| The Pinkprint[2] \| – \| \| 24. Januar 2015 – 30. Januar 2015 1 Woche (insgesamt 1) \| 1 \| Rae Sremmurd \| SremmLife[3] \| – \| \| 31. Januar 2015 – 6. Februar 2015 1 Woche (insgesamt 4) \| 4 \| Nicki Minaj \| The Pinkprint \| – \| \| 7. Februar 2015 – 13. Februar 2015 1 Woche (insgesamt 4) \| 4 \| Joey Badass \| B4.DA.$$[4] \| – \| \| 14. Februar 2015 – 20. Februar 2015 1 Woche (insgesamt 1) \| 1 \| Ne-Yo \| Non-Fiction[5] \| – \| \| 21. Februar 2015 – 27. Februar 2015 1 Woche (insgesamt 1) \| 1 \| Kid Ink \| Full Speed[6] \| – \| \| 28. Februar 2015 – 13. März 2015 2 Wochen (insgesamt 2) \| 2 \| Drake \| If You’re Reading This It’s Too Late[7] \| – \| \| 14. März 2015 – 20. März 2015 1 Woche (insgesamt 1) \| 1 \| Big Sean \| Dark Sky Paradise[8] \| – \| \| 21. März 2015 – 27. März 2015 1 Woche (insgesamt 3) \| 3 \| Drake \| If You’re Reading This It’s Too Late \| – \| \| 28. März 2015 – 3. April 2015 1 Woche (insgesamt 8) \| 8 \| Empire Cast \| Empire: Original Soundtrack from Season 1[9] \| – \| \| 4. April 2015 – 17. April 2015 2 Wochen (insgesamt 2) \| 2 \| Kendrick Lamar \| To Pimp a Butterfly[10] \| – \| \| 18. April 2015 – 24. April 2015 1 Woche (insgesamt 1) \| 1 \| Wale \| The Album About Nothing[11] \| – \| \| 25. April 2015 – 1. Mai 2015 1 Woche (insgesamt 1) \| 1 \| Original Motion Picture Soundtrack \| Furious 7[12] \| – \| \| 2. Mai 2015 – 8. Mai 2015 1 Woche (insgesamt 1) \| 1 \| Tyler, the Creator \| Cherry Bomb[13] \| – \| \| 9. Mai 2015 – 15. Mai 2015 1 Woche (insgesamt 1) \| 1 \| Yelawolf \| Love Story[14] \| – \| \| 16. Mai 2015 – 22. Mai 2015 1 Woche (insgesamt 5) \| 5 \| Drake \| If You’re Reading This It’s Too Late \| – \| \| 23. Mai 2015 – 29. Mai 2015 1 Woche (insgesamt 1) \| 1 \| Tech N9ne \| Special Effects[15] \| – \| \| 30. Mai 2015 – 5. Juni 2015 1 Woche (insgesamt 1) \| 1 \| Snoop Dogg \| Bush[16] \| – \| \| 6. Juni 2015 – 12. Juni 2015 1 Woche (insgesamt 1) \| 1 \| Jamie Foxx \| Hollywood: A Story of a Dozen Roses[17] \| – \| \| 13. Juni 2015 – 10. Juli 2015 4 Wochen (insgesamt 5) \| 5 \| ASAP Rocky \| At.Long.Last.A$AP[18] \| – \| \| 11. Juli 2015 – 17. Juli 2015 1 Woche (insgesamt 1) \| 1 \| Leon Bridges \| Coming Home[19] \| – \| \| 18. Juli 2015 – 31. Juli 2015 2 Wochen (insgesamt 2) \| 2 \| Meek Mill \| Dreams Worth More Than Money[20] \| – \| \| 1. August 2015 – 7. August 2015 1 Woche (insgesamt 1) \| 1 \| Tyrese \| Black Rose[21] \| – \| \| 8. August 2015 – 14. August 2015 1 Woche (insgesamt 3) \| 3 \| Future \| DS2[22] \| – \| \| 15. August 2015 – 28. August 2015 2 Wochen (insgesamt 2) \| 2 \| Jill Scott \| Woman[23] \| – \| \| 29. August 2015 – 18. September 2015 3 Wochen (insgesamt 4) \| 4 \| Dr. Dre \| Compton[24] \| – \| \| 19. September 2015 – 9. Oktober 2015 3 Wochen (insgesamt 3) \| 3 \| The Weeknd \| Beauty Behind the Madness[25] \| – \| \| 10. Oktober 2015 – 16. Oktober 2015 1 Woche (insgesamt 1) \| 1 \| Drake & Future \| What a Time to Be Alive[26] \| – \| \| 17. Oktober 2015 – 23. Oktober 2015 1 Woche (insgesamt 1) \| 1 \| Fetty Wap \| Fetty Wap[27] \| – \| \| 24. Oktober 2015 – 30. Oktober 2015 1 Woche (insgesamt 2) \| 2 \| Drake & Future \| What a Time to Be Alive \| – \| \| 31. Oktober 2015 – 6. November 2015 1 Woche (insgesamt 1) \| 1 \| The Game \| The Documentary 2[28] \| – \| \| 7. November 2015 – 13. November 2015 1 Woche (insgesamt 1) \| 1 \| Machine Gun Kelly \| General Admission[29] \| – \| \| 14. November 2015 – 4. Dezember 2015 3 Wochen (insgesamt 6) \| 6 \| The Weeknd \| Beauty Behind the Madness[30] \| – \| \| 21. November 2015 – 27. November 2015 1 Woche (insgesamt 2) \| 2 \| Fetty Wap \| Fetty Wap \| – \| \| 28. November 2015 – 4. Dezember 2015 1 Woche (insgesamt 1) \| 1 \| Original Broadway Cast \| Hamilton: An American Musical[31] \| – \| \| 5. Dezember 2015 – 11. Dezember 2015 1 Woche (insgesamt 1) \| 1 \| Logic \| The Incredible True Story[32] \| – \| \| 12. Dezember 2015 – 18. Dezember 2015 1 Woche (insgesamt 1) \| 1 \| Jadakiss \| Top 5 Dead or Alive[33] \| – \| \| 19. Dezember 2015 – 25. Dezember 2015 1 Woche (insgesamt 7) \| 7 \| The Weeknd \| Beauty Behind the Madness \| – \| |                                            |                                            |                                            |                           |
| ← 2014 |                                            |                                            |                                            | → 2016 →                  |
| Zeitraum | Wo. ges.                                   | Interpret                                  | Titel                                      | Zusätzliche Informationen |
| (Zeitraum, Wochen auf Platz eins, Interpret, Titel, zusätzliche Informationen) |                                            |                                            |                                            |                           |
| 27. Dezember 2014 – 2. Januar 2015 1 Woche (insgesamt 1) | 1                                          | J. Cole                                    | 2014 Forest Hills Drive                    | –                         |
| 3. Januar 2015 – 23. Januar 2015 3 Wochen (insgesamt 3) | 3                                          | Nicki Minaj                                | The Pinkprint                              | –                         |
| 24. Januar 2015 – 30. Januar 2015 1 Woche (insgesamt 1) | 1                                          | Rae Sremmurd                               | SremmLife                                  | –                         |
| 31. Januar 2015 – 6. Februar 2015 1 Woche (insgesamt 4) | 4                                          | Nicki Minaj                                | The Pinkprint                              | –                         |
| 7. Februar 2015 – 13. Februar 2015 1 Woche (insgesamt 4) | 4                                          | Joey Badass                                | B4.DA.$$                                   | –                         |
| 14. Februar 2015 – 20. Februar 2015 1 Woche (insgesamt 1) | 1                                          | Ne-Yo                                      | Non-Fiction                                | –                         |
| 21. Februar 2015 – 27. Februar 2015 1 Woche (insgesamt 1) | 1                                          | Kid Ink                                    | Full Speed                                 | –                         |
| 28. Februar 2015 – 13. März 2015 2 Wochen (insgesamt 2) | 2                                          | Drake                                      | If You’re Reading This It’s Too Late       | –                         |
| 14. März 2015 – 20. März 2015 1 Woche (insgesamt 1) | 1                                          | Big Sean                                   | Dark Sky Paradise                          | –                         |
| 21. März 2015 – 27. März 2015 1 Woche (insgesamt 3) | 3                                          | Drake                                      | If You’re Reading This It’s Too Late       | –                         |
| 28. März 2015 – 3. April 2015 1 Woche (insgesamt 8) | 8                                          | Empire Cast                                | Empire: Original Soundtrack from Season 1  | –                         |
| 4. April 2015 – 17. April 2015 2 Wochen (insgesamt 2) | 2                                          | Kendrick Lamar                             | To Pimp a Butterfly                        | –                         |
| 18. April 2015 – 24. April 2015 1 Woche (insgesamt 1) | 1                                          | Wale                                       | The Album About Nothing                    | –                         |
| 25. April 2015 – 1. Mai 2015 1 Woche (insgesamt 1) | 1                                          | Original Motion Picture Soundtrack         | Furious 7                                  | –                         |
| 2. Mai 2015 – 8. Mai 2015 1 Woche (insgesamt 1) | 1                                          | Tyler, the Creator                         | Cherry Bomb                                | –                         |
| 9. Mai 2015 – 15. Mai 2015 1 Woche (insgesamt 1) | 1                                          | Yelawolf                                   | Love Story                                 | –                         |
| 16. Mai 2015 – 22. Mai 2015 1 Woche (insgesamt 5) | 5                                          | Drake                                      | If You’re Reading This It’s Too Late       | –                         |
| 23. Mai 2015 – 29. Mai 2015 1 Woche (insgesamt 1) | 1                                          | Tech N9ne                                  | Special Effects                            | –                         |
| 30. Mai 2015 – 5. Juni 2015 1 Woche (insgesamt 1) | 1                                          | Snoop Dogg                                 | Bush                                       | –                         |
| 6. Juni 2015 – 12. Juni 2015 1 Woche (insgesamt 1) | 1                                          | Jamie Foxx                                 | Hollywood: A Story of a Dozen Roses        | –                         |
| 13. Juni 2015 – 10. Juli 2015 4 Wochen (insgesamt 5) | 5                                          | ASAP Rocky                                 | At.Long.Last.A$AP                          | –                         |
| 11. Juli 2015 – 17. Juli 2015 1 Woche (insgesamt 1) | 1                                          | Leon Bridges                               | Coming Home                                | –                         |
| 18. Juli 2015 – 31. Juli 2015 2 Wochen (insgesamt 2) | 2                                          | Meek Mill                                  | Dreams Worth More Than Money               | –                         |
| 1. August 2015 – 7. August 2015 1 Woche (insgesamt 1) | 1                                          | Tyrese                                     | Black Rose                                 | –                         |
| 8. August 2015 – 14. August 2015 1 Woche (insgesamt 3) | 3                                          | Future                                     | DS2                                        | –                         |
| 15. August 2015 – 28. August 2015 2 Wochen (insgesamt 2) | 2                                          | Jill Scott                                 | Woman                                      | –                         |
| 29. August 2015 – 18. September 2015 3 Wochen (insgesamt 4) | 4                                          | Dr. Dre                                    | Compton                                    | –                         |
| 19. September 2015 – 9. Oktober 2015 3 Wochen (insgesamt 3) | 3                                          | The Weeknd                                 | Beauty Behind the Madness                  | –                         |
| 10. Oktober 2015 – 16. Oktober 2015 1 Woche (insgesamt 1) | 1                                          | Drake & Future                             | What a Time to Be Alive                    | –                         |
| 17. Oktober 2015 – 23. Oktober 2015 1 Woche (insgesamt 1) | 1                                          | Fetty Wap                                  | Fetty Wap                                  | –                         |
| 24. Oktober 2015 – 30. Oktober 2015 1 Woche (insgesamt 2) | 2                                          | Drake & Future                             | What a Time to Be Alive                    | –                         |
| 31. Oktober 2015 – 6. November 2015 1 Woche (insgesamt 1) | 1                                          | The Game                                   | The Documentary 2                          | –                         |
| 7. November 2015 – 13. November 2015 1 Woche (insgesamt 1) | 1                                          | Machine Gun Kelly                          | General Admission                          | –                         |
| 14. November 2015 – 4. Dezember 2015 3 Wochen (insgesamt 6) | 6                                          | The Weeknd                                 | Beauty Behind the Madness                  | –                         |
| 21. November 2015 – 27. November 2015 1 Woche (insgesamt 2) | 2                                          | Fetty Wap                                  | Fetty Wap                                  | –                         |
| 28. November 2015 – 4. Dezember 2015 1 Woche (insgesamt 1) | 1                                          | Original Broadway Cast                     | Hamilton: An American Musical              | –                         |
| 5. Dezember 2015 – 11. Dezember 2015 1 Woche (insgesamt 1) | 1                                          | Logic                                      | The Incredible True Story                  | –                         |
| 12. Dezember 2015 – 18. Dezember 2015 1 Woche (insgesamt 1) | 1                                          | Jadakiss                                   | Top 5 Dead or Alive                        | –                         |
| 19. Dezember 2015 – 25. Dezember 2015 1 Woche (insgesamt 7) | 7                                          | The Weeknd                                 | Beauty Behind the Madness                  | –                         |

## R&B-Alben (Top 25)
| ← 2014 ← | Liste der Nummer-eins-R&B-Alben in den USA | Liste der Nummer-eins-R&B-Alben in den USA | Liste der Nummer-eins-R&B-Alben in den USA | 2016 →                    |
| \| Zeitraum \| Wo. ges. \| Interpret \| Titel \| Zusätzliche Informationen \| \| (Zeitraum, Wochen auf Platz eins, Interpret, Titel, zusätzliche Informationen) \| \| \| \| \| \| ------------------------------------------------------------------------------ \| -------- \| ----------------------- \| ----------------------------------------- \| ------------------------- \| \| 27. Dezember 2014 – 2. Januar 2015 1 Woche (insgesamt 1) \| 1 \| K. Michelle \| Anybody Wanna Buy a Heart?[34] \| – \| \| 3. Januar 2015 – 30. Januar 2015 4 Wochen (insgesamt 4) \| 4 \| D’Angelo & The Vanguard \| Black Messiah[35] \| – \| \| 31. Januar 2015 – 13. Februar 2015 2 Wochen (insgesamt 2) \| 2 \| Jazmine Sullivan \| Reality Show[36] \| – \| \| 14. Februar 2015 – 6. März 2015 3 Wochen (insgesamt 3) \| 3 \| Ne-Yo \| Non-Fiction \| – \| \| 7. März 2015 – 13. März 2015 1 Woche (insgesamt 1) \| 1 \| Raheem DeVaughn \| Love Sex Passion[37] \| – \| \| 14. März 2015 – 27. März 2015 2 Wochen (insgesamt 5) \| 5 \| Ne-Yo \| Non-Fiction \| – \| \| 28. März 2015 – 22. Mai 2015 8 Wochen (insgesamt 8) \| 8 \| Empire Cast \| Empire: Original Soundtrack from Season 1 \| – \| \| 23. Mai 2015 – 29. Mai 2015 1 Woche (insgesamt 1) \| 1 \| Ciara \| Jackie[38] \| – \| \| 30. Mai 2015 – 5. Juni 2015 1 Woche (insgesamt 1) \| 1 \| Snoop Dogg \| Bush \| – \| \| 6. Juni 2015 – 26. Juni 2015 3 Wochen (insgesamt 3) \| 3 \| Jamie Foxx \| Hollywood: A Story of a Dozen Roses \| – \| \| 27. Juni 2015 – 10. Juli 2015 2 Wochen (insgesamt 2) \| 2 \| Tamia \| Love Life[39] \| – \| \| 11. Juli 2015 – 17. Juli 2015 1 Woche (insgesamt 1) \| 1 \| Leon Bridges \| Coming Home \| – \| \| 18. Juli 2015 – 31. Juli 2015 2 Wochen (insgesamt 2) \| 2 \| Miguel \| Wildheart[40] \| – \| \| 1. August 2015 – 14. August 2015 2 Wochen (insgesamt 2) \| 2 \| Tyrese \| Black Rose \| – \| \| 15. August 2015 – 11. September 2015 4 Wochen (insgesamt 4) \| 4 \| Jill Scott \| Woman \| – \| \| 12. September 2015 – 18. September 2015 1 Woche (insgesamt 3) \| 3 \| Tyrese \| Black Rose \| – \| \| 19. September 2015 – 23. Oktober 2015 5 Wochen (insgesamt 5) \| 5 \| The Weeknd \| Beauty Behind the Madness \| – \| \| 24. Oktober 2015 – 6. November 2015 2 Wochen (insgesamt 2) \| 2 \| Janet Jackson \| Unbreakable[41] \| – \| \| 7. November 2015 – 4. Dezember 2015 4 Wochen (insgesamt 9) \| 9 \| The Weeknd \| Beauty Behind the Madness \| – \| \| 5. Dezember 2015 – 11. Dezember 2015 1 Woche (insgesamt 1) \| 1 \| Kirk Franklin \| Losing My Religion[42] \| – \| \| 12. Dezember 2015 – 25. Dezember 2015 2 Wochen (insgesamt 11) \| 11 \| The Weeknd \| Beauty Behind the Madness \| – \| |                                            |                                            |                                            |                           |
| ← 2014 |                                            |                                            |                                            | → 2016 →                  |
| Zeitraum | Wo. ges.                                   | Interpret                                  | Titel                                      | Zusätzliche Informationen |
| (Zeitraum, Wochen auf Platz eins, Interpret, Titel, zusätzliche Informationen) |                                            |                                            |                                            |                           |
| 27. Dezember 2014 – 2. Januar 2015 1 Woche (insgesamt 1) | 1                                          | K. Michelle                                | Anybody Wanna Buy a Heart?                 | –                         |
| 3. Januar 2015 – 30. Januar 2015 4 Wochen (insgesamt 4) | 4                                          | D’Angelo & The Vanguard                    | Black Messiah                              | –                         |
| 31. Januar 2015 – 13. Februar 2015 2 Wochen (insgesamt 2) | 2                                          | Jazmine Sullivan                           | Reality Show                               | –                         |
| 14. Februar 2015 – 6. März 2015 3 Wochen (insgesamt 3) | 3                                          | Ne-Yo                                      | Non-Fiction                                | –                         |
| 7. März 2015 – 13. März 2015 1 Woche (insgesamt 1) | 1                                          | Raheem DeVaughn                            | Love Sex Passion                           | –                         |
| 14. März 2015 – 27. März 2015 2 Wochen (insgesamt 5) | 5                                          | Ne-Yo                                      | Non-Fiction                                | –                         |
| 28. März 2015 – 22. Mai 2015 8 Wochen (insgesamt 8) | 8                                          | Empire Cast                                | Empire: Original Soundtrack from Season 1  | –                         |
| 23. Mai 2015 – 29. Mai 2015 1 Woche (insgesamt 1) | 1                                          | Ciara                                      | Jackie                                     | –                         |
| 30. Mai 2015 – 5. Juni 2015 1 Woche (insgesamt 1) | 1                                          | Snoop Dogg                                 | Bush                                       | –                         |
| 6. Juni 2015 – 26. Juni 2015 3 Wochen (insgesamt 3) | 3                                          | Jamie Foxx                                 | Hollywood: A Story of a Dozen Roses        | –                         |
| 27. Juni 2015 – 10. Juli 2015 2 Wochen (insgesamt 2) | 2                                          | Tamia                                      | Love Life                                  | –                         |
| 11. Juli 2015 – 17. Juli 2015 1 Woche (insgesamt 1) | 1                                          | Leon Bridges                               | Coming Home                                | –                         |
| 18. Juli 2015 – 31. Juli 2015 2 Wochen (insgesamt 2) | 2                                          | Miguel                                     | Wildheart                                  | –                         |
| 1. August 2015 – 14. August 2015 2 Wochen (insgesamt 2) | 2                                          | Tyrese                                     | Black Rose                                 | –                         |
| 15. August 2015 – 11. September 2015 4 Wochen (insgesamt 4) | 4                                          | Jill Scott                                 | Woman                                      | –                         |
| 12. September 2015 – 18. September 2015 1 Woche (insgesamt 3) | 3                                          | Tyrese                                     | Black Rose                                 | –                         |
| 19. September 2015 – 23. Oktober 2015 5 Wochen (insgesamt 5) | 5                                          | The Weeknd                                 | Beauty Behind the Madness                  | –                         |
| 24. Oktober 2015 – 6. November 2015 2 Wochen (insgesamt 2) | 2                                          | Janet Jackson                              | Unbreakable                                | –                         |
| 7. November 2015 – 4. Dezember 2015 4 Wochen (insgesamt 9) | 9                                          | The Weeknd                                 | Beauty Behind the Madness                  | –                         |
| 5. Dezember 2015 – 11. Dezember 2015 1 Woche (insgesamt 1) | 1                                          | Kirk Franklin                              | Losing My Religion                         | –                         |
| 12. Dezember 2015 – 25. Dezember 2015 2 Wochen (insgesamt 11) | 11                                         | The Weeknd                                 | Beauty Behind the Madness                  | –                         |

## Rap-Alben (Top 25)
| ← 2014 ← | Liste der Nummer-eins-R&B-Alben in den USA | Liste der Nummer-eins-R&B-Alben in den USA | Liste der Nummer-eins-R&B-Alben in den USA | 2016 →                    |
| \| Zeitraum \| Wo. ges. \| Interpret \| Titel \| Zusätzliche Informationen \| \| (Zeitraum, Wochen auf Platz eins, Interpret, Titel, zusätzliche Informationen) \| \| \| \| \| \| ------------------------------------------------------------------------------ \| -------- \| ---------------------------------- \| ------------------------------------ \| ------------------------- \| \| 27. Dezember 2014 – 2. Januar 2015 1 Woche (insgesamt 1) \| 1 \| J. Cole \| 2014 Forest Hills Drive \| – \| \| 3. Januar 2015 – 23. Januar 2015 3 Wochen (insgesamt 3) \| 3 \| Nicki Minaj \| The Pinkprint \| – \| \| 24. Januar 2015 – 30. Januar 2015 1 Woche (insgesamt 1) \| 1 \| Rae Sremmurd \| SremmLife \| – \| \| 31. Januar 2015 – 6. Februar 2015 1 Woche (insgesamt 4) \| 4 \| Nicki Minaj \| The Pinkprint \| – \| \| 7. Februar 2015 – 13. Februar 2015 1 Woche (insgesamt 1) \| 1 \| Joey Badass \| B4.DA.$$ \| – \| \| 14. Februar 2015 – 20. Februar 2015 1 Woche (insgesamt 5) \| 5 \| Nicki Minaj \| The Pinkprint \| – \| \| 21. Februar 2015 – 27. Februar 2015 1 Woche (insgesamt 1) \| 1 \| Kid Ink \| Full Speed \| – \| \| 28. Februar 2015 – 13. März 2015 2 Wochen (insgesamt 2) \| 2 \| Drake \| If You’re Reading This It’s Too Late \| – \| \| 14. März 2015 – 20. März 2015 1 Woche (insgesamt 1) \| 1 \| Big Sean \| Dark Sky Paradise \| – \| \| 21. März 2015 – 27. März 2015 1 Woche (insgesamt 3) \| 3 \| Drake \| If You’re Reading This It’s Too Late \| – \| \| 4. April 2015 – 17. April 2015 2 Wochen (insgesamt 2) \| 2 \| Kendrick Lamar \| To Pimp a Butterfly \| – \| \| 18. April 2015 – 24. April 2015 1 Woche (insgesamt 1) \| 1 \| Wale \| The Album About Nothing \| – \| \| 25. April 2015 – 1. Mai 2015 1 Woche (insgesamt 1) \| 1 \| Original Motion Picture Soundtrack \| Furious 7 \| – \| \| 2. Mai 2015 – 8. Mai 2015 1 Woche (insgesamt 1) \| 1 \| Tyler, the Creator \| Cherry Bomb \| – \| \| 9. Mai 2015 – 15. Mai 2015 1 Woche (insgesamt 1) \| 1 \| Yelawolf \| Love Story \| – \| \| 16. Mai 2015 – 22. Mai 2015 1 Woche (insgesamt 5) \| 5 \| Drake \| If You’re Reading This It’s Too Late \| – \| \| 23. Mai 2015 – 5. Juni 2015 2 Wochen (insgesamt 2) \| 2 \| Tech N9ne \| Special Effects \| – \| \| 6. Juni 2015 – 12. Juni 2015 1 Woche (insgesamt 6) \| 6 \| Drake \| If You’re Reading This It’s Too Late \| – \| \| 13. Juni 2015 – 17. Juli 2015 5 Wochen (insgesamt 5) \| 5 \| ASAP Rocky \| At.Long.Last.A$AP \| – \| \| 18. Juli 2015 – 7. August 2015 3 Wochen (insgesamt 3) \| 3 \| Meek Mill \| Dreams Worth More Than Money \| – \| \| 8. August 2015 – 14. August 2015 1 Woche (insgesamt 3) \| 3 \| Future \| DS2 \| – \| \| 15. August 2015 – 21. August 2015 1 Woche (insgesamt 1) \| 1 \| Original Motion Picture Soundtrack \| Southpaw[43] \| – \| \| 22. August 2015 – 28. August 2015 1 Woche (insgesamt 1) \| 1 \| Lil Dicky \| Professional Rapper[44] \| – \| \| 29. August 2015 – 25. September 2015 4 Wochen (insgesamt 4) \| 4 \| Dr. Dre \| Compton \| – \| \| 26. September 2015 – 2. Oktober 2015 1 Woche (insgesamt 1) \| 1 \| Travis Scott \| Rodeo[45] \| – \| \| 3. Oktober 2015 – 9. Oktober 2015 1 Woche (insgesamt 1) \| 1 \| Jay Rock \| 90059[46] \| – \| \| 10. Oktober 2015 – 16. Oktober 2015 1 Woche (insgesamt 1) \| 1 \| Drake & Future \| What a Time to Be Alive \| – \| \| 17. Oktober 2015 – 23. Oktober 2015 1 Woche (insgesamt 1) \| 1 \| Fetty Wap \| Fetty Wap \| – \| \| 24. Oktober 2015 – 30. Oktober 2015 1 Woche (insgesamt 2) \| 2 \| Drake & Future \| What a Time to Be Alive \| – \| \| 31. Oktober 2015 – 6. November 2015 1 Woche (insgesamt 1) \| 1 \| The Game \| The Documentary 2[47] \| – \| \| 7. November 2015 – 13. November 2015 1 Woche (insgesamt 1) \| 1 \| Machine Gun Kelly \| General Admission \| – \| \| 14. November 2015 – 20. November 2015 1 Woche (insgesamt 1) \| 1 \| DJ Khaled \| I Changed a Lot[48] \| – \| \| 21. November 2015 – 27. November 2015 1 Woche (insgesamt 2) \| 2 \| Fetty Wap \| Fetty Wap \| – \| \| 28. November 2015 – 4. Dezember 2015 1 Woche (insgesamt 1) \| 1 \| Original Broadway Cast \| Hamilton: An American Musical[49] \| – \| \| 5. Dezember 2015 – 11. Dezember 2015 1 Woche (insgesamt 1) \| 1 \| Logic \| The Incredible True Story \| – \| \| 12. Dezember 2015 – 18. Dezember 2015 1 Woche (insgesamt 1) \| 1 \| Jadakiss \| Top 5 Dead or Alive \| – \| \| 19. Dezember 2015 – 25. Dezember 2015 1 Woche (insgesamt 3) \| 3 \| Fetty Wap \| Fetty Wap \| – \| |                                            |                                            |                                            |                           |
| ← 2014 |                                            |                                            |                                            | → 2016 →                  |
| Zeitraum | Wo. ges.                                   | Interpret                                  | Titel                                      | Zusätzliche Informationen |
| (Zeitraum, Wochen auf Platz eins, Interpret, Titel, zusätzliche Informationen) |                                            |                                            |                                            |                           |
| 27. Dezember 2014 – 2. Januar 2015 1 Woche (insgesamt 1) | 1                                          | J. Cole                                    | 2014 Forest Hills Drive                    | –                         |
| 3. Januar 2015 – 23. Januar 2015 3 Wochen (insgesamt 3) | 3                                          | Nicki Minaj                                | The Pinkprint                              | –                         |
| 24. Januar 2015 – 30. Januar 2015 1 Woche (insgesamt 1) | 1                                          | Rae Sremmurd                               | SremmLife                                  | –                         |
| 31. Januar 2015 – 6. Februar 2015 1 Woche (insgesamt 4) | 4                                          | Nicki Minaj                                | The Pinkprint                              | –                         |
| 7. Februar 2015 – 13. Februar 2015 1 Woche (insgesamt 1) | 1                                          | Joey Badass                                | B4.DA.$$                                   | –                         |
| 14. Februar 2015 – 20. Februar 2015 1 Woche (insgesamt 5) | 5                                          | Nicki Minaj                                | The Pinkprint                              | –                         |
| 21. Februar 2015 – 27. Februar 2015 1 Woche (insgesamt 1) | 1                                          | Kid Ink                                    | Full Speed                                 | –                         |
| 28. Februar 2015 – 13. März 2015 2 Wochen (insgesamt 2) | 2                                          | Drake                                      | If You’re Reading This It’s Too Late       | –                         |
| 14. März 2015 – 20. März 2015 1 Woche (insgesamt 1) | 1                                          | Big Sean                                   | Dark Sky Paradise                          | –                         |
| 21. März 2015 – 27. März 2015 1 Woche (insgesamt 3) | 3                                          | Drake                                      | If You’re Reading This It’s Too Late       | –                         |
| 4. April 2015 – 17. April 2015 2 Wochen (insgesamt 2) | 2                                          | Kendrick Lamar                             | To Pimp a Butterfly                        | –                         |
| 18. April 2015 – 24. April 2015 1 Woche (insgesamt 1) | 1                                          | Wale                                       | The Album About Nothing                    | –                         |
| 25. April 2015 – 1. Mai 2015 1 Woche (insgesamt 1) | 1                                          | Original Motion Picture Soundtrack         | Furious 7                                  | –                         |
| 2. Mai 2015 – 8. Mai 2015 1 Woche (insgesamt 1) | 1                                          | Tyler, the Creator                         | Cherry Bomb                                | –                         |
| 9. Mai 2015 – 15. Mai 2015 1 Woche (insgesamt 1) | 1                                          | Yelawolf                                   | Love Story                                 | –                         |
| 16. Mai 2015 – 22. Mai 2015 1 Woche (insgesamt 5) | 5                                          | Drake                                      | If You’re Reading This It’s Too Late       | –                         |
| 23. Mai 2015 – 5. Juni 2015 2 Wochen (insgesamt 2) | 2                                          | Tech N9ne                                  | Special Effects                            | –                         |
| 6. Juni 2015 – 12. Juni 2015 1 Woche (insgesamt 6) | 6                                          | Drake                                      | If You’re Reading This It’s Too Late       | –                         |
| 13. Juni 2015 – 17. Juli 2015 5 Wochen (insgesamt 5) | 5                                          | ASAP Rocky                                 | At.Long.Last.A$AP                          | –                         |
| 18. Juli 2015 – 7. August 2015 3 Wochen (insgesamt 3) | 3                                          | Meek Mill                                  | Dreams Worth More Than Money               | –                         |
| 8. August 2015 – 14. August 2015 1 Woche (insgesamt 3) | 3                                          | Future                                     | DS2                                        | –                         |
| 15. August 2015 – 21. August 2015 1 Woche (insgesamt 1) | 1                                          | Original Motion Picture Soundtrack         | Southpaw                                   | –                         |
| 22. August 2015 – 28. August 2015 1 Woche (insgesamt 1) | 1                                          | Lil Dicky                                  | Professional Rapper                        | –                         |
| 29. August 2015 – 25. September 2015 4 Wochen (insgesamt 4) | 4                                          | Dr. Dre                                    | Compton                                    | –                         |
| 26. September 2015 – 2. Oktober 2015 1 Woche (insgesamt 1) | 1                                          | Travis Scott                               | Rodeo                                      | –                         |
| 3. Oktober 2015 – 9. Oktober 2015 1 Woche (insgesamt 1) | 1                                          | Jay Rock                                   | 90059                                      | –                         |
| 10. Oktober 2015 – 16. Oktober 2015 1 Woche (insgesamt 1) | 1                                          | Drake & Future                             | What a Time to Be Alive                    | –                         |
| 17. Oktober 2015 – 23. Oktober 2015 1 Woche (insgesamt 1) | 1                                          | Fetty Wap                                  | Fetty Wap                                  | –                         |
| 24. Oktober 2015 – 30. Oktober 2015 1 Woche (insgesamt 2) | 2                                          | Drake & Future                             | What a Time to Be Alive                    | –                         |
| 31. Oktober 2015 – 6. November 2015 1 Woche (insgesamt 1) | 1                                          | The Game                                   | The Documentary 2                          | –                         |
| 7. November 2015 – 13. November 2015 1 Woche (insgesamt 1) | 1                                          | Machine Gun Kelly                          | General Admission                          | –                         |
| 14. November 2015 – 20. November 2015 1 Woche (insgesamt 1) | 1                                          | DJ Khaled                                  | I Changed a Lot                            | –                         |
| 21. November 2015 – 27. November 2015 1 Woche (insgesamt 2) | 2                                          | Fetty Wap                                  | Fetty Wap                                  | –                         |
| 28. November 2015 – 4. Dezember 2015 1 Woche (insgesamt 1) | 1                                          | Original Broadway Cast                     | Hamilton: An American Musical              | –                         |
| 5. Dezember 2015 – 11. Dezember 2015 1 Woche (insgesamt 1) | 1                                          | Logic                                      | The Incredible True Story                  | –                         |
| 12. Dezember 2015 – 18. Dezember 2015 1 Woche (insgesamt 1) | 1                                          | Jadakiss                                   | Top 5 Dead or Alive                        | –                         |
| 19. Dezember 2015 – 25. Dezember 2015 1 Woche (insgesamt 3) | 3                                          | Fetty Wap                                  | Fetty Wap                                  | –                         |